# Cuéllar
Cuéllar település Spanyolországban, Segovia tartományban. Cuéllar Campaspero, Olombrada, Frumales, Sanchonuño, Gomezserracín, Pinarejos, San Martín y Mudrián, Samboal, Chañe, Vallelado, San Cristóbal de Cuéllar, Viloria, Torrescárcela és Bahabón községekkel határos. Lakosainak száma 9530 fő (2024).

## Népesség
A település népessége az elmúlt években az alábbi módon változott:
| Lakosok száma | 9138 | 9495 | 9513 | 9861 | 9726 | 9547 | 9524 | 9583 | 9588 | 9530 |
|               | 2001 | 2004 | 2007 | 2009 | 2012 | 2014 | 2017 | 2019 | 2022 | 2024 |